# セルフ・カウンセリング
セルフ・カウンセリングは渡辺康麿が創案した“一人でできるカウンセリング”で、自分の思いこみ（既成概念）から自由になって、自分と他者とを再発見する方法。

## 概論
セルフ・カウンセリングは、まず、日常生活の一場面を取り上げて、自分の“思ったこと”、“言ったこと”、“したこと”を記述する。次に、その場面の記述にもとづいて、私たちの“感情”や“欲求”を洞察してゆく。そして、どんな欲求から、どんな感情が生まれ、どんな行動が生まれるのかを自己理解してゆく。
セルフ・カウンセリングは、現象学的心理学の立場から考えられた、“一人でできる自己発見法”である。

## 理論
セルフ・カウンセリングは、人間の営みを“自己評価の試み”であると捉えている。すなわち、人間は自然的条件や社会的条件や文化的条件にもとづいて、自己の存在価値を肯定できるようになることを追求し、否定せざるを得なくなることを回避しようとしている。
しかし、私たちが自然的条件や社会的条件や文化的条件によって自己評価を試みるならば、自己評価不安に陥る。
なぜならば、そのような条件自体がたえず変化するからである。
セルフ・カウンセリングが目ざしていることは、このような条件にもとづく自己評価の試みを超えて、無条件的に自己と他者の存在を受けとめて、自己と他者の間に交流が生ずることである。